# Quercus inopina
Quercus inopina — вид рослин з родини букових (Fagaceae); ендемік штату Флорида, США.

## Опис
Вічнозелений кущ, який може досягати до п'яти метрів у висоту і росте клонально з великого підземного кореневища (що дозволяє швидко розростатися після пожежі). Кора сіра. Гілочки пурпурно-коричневі, голі. Листки 2–10 × 1.2–6 см, еліптичні; край цілий сильно вигнутий; верхівка загострена; основа округла; верх зелений з частими чорними крапками (виробляється грибком Asteria); низ жовто-запушений; ніжка листка 1.5–8 мм, безволоса. Цвіте навесні. Жолуді дворічні, гострі; горіх від яйцюватого до еліпсоїдного, 10–14 × 9–13 мм, гладкий; чашечка від чашо- до келихоподібної форми, заввишки 6–8 мм і 10–15 мм завширшки, поверхні запушені, укриває 1/3–1/2 горіха.

## Середовище проживання
Ендемік штату Флорида, США.
Населяє піски низьких піщаних хребтів, чагарникових спільнот і рівнинних пагорбових терас. Трапляється на висотах 0–50 м.

## Використання
Спільноти, які утворює вид, представляють важливе середовище існування для рідкісної сойки Aphelocoma coerulescens.

## Загрози
Місця існування під загрозою широкого розвитку для житлових, комерційних та сільськогосподарських цілей.